# Bassèn
Bassèn (armeni: Բասեն), Bassiank (Բասյանք) o Basseank (Բասեանք) (per als romans: Fasiane) fou un districte de la província o regió de l'antiga Armènia anomenada Airarat, a la part sud-oest d'aquesta regió. La capital fou Valarshavan. Els seus límits foren, al nord la regió de Mantziciert (Abekhiank); a l'oest el sud del Taik i la Karenitida; al sud les muntanyes del Tauruveran (Taure armeni); i a l'est l'Avnuniq, el Gabelian (o Gabeghian) i el Bagrevand.

## Etimologia
El nom deriva de les antigues tribus de la Còlquida, anomenats Bassians. El nom de la tribu sembla haver sobreviscut en topònims regionals existents actualment com el topònim de Geòrgia Basiani, el de Grècia Phasiane, el d'Armènia Bassèan, i el Turc Pasin.
Probablement correspon a la Favene que menciona Estrabó.

## Història
El 577 el rei de Pèrsia Còsroes va enviar un exèrcit a Armènia sota la direcció de Tahm-Khusro; aquest exèrcit va triomfar a Kethin (Bagrevand) i a Bolorapahat (a Bassèn) i va arribar fins a Teodosiòpolis, on fou rebutjat pel comte romà d'Orient Maurici.
El 607 les forces perses manades pel general Ashtat Djestavar van obtenir una gran victòria a la regió de Dou (nord-est d'Erzurum) i un altre a Udru, a Bassèn, és a dir ambdues entre Bassèn i la regió d'Erzurum, i van arribar fins a Satala. Teodosiòpolis fou assetjada i es va rendir als perses.
El 837 una columna romana d'Orient va avançar des Karin (Erzurum), travessant el Bassèn i Asolik (regió d'Aní) i arribant fins al Vanand prop de la ciutat de Kars, però foren rebutjats per Ishak ben Ismail, emir de Tbilisi, en la batalla de Kadjkaqar, prop de Kars i van evacuar Bassèn.
El 7 de maig de 1014 va morir el rei Bagrat III l'unificador d'Abkhàzia i Kartli i el va succeir el seu fill Jordi I de Geòrgia (o Gurguèn I) de 18 anys. Ardahan, Kol i alguns altres dominis de Djavakhètia i Shavshètia, donats en feu vitalici al pare junt amb el títol de curopalata havien de retornar a l'Imperi Romà d'Orient, però Jordi es va negar a entregar-los i a més va envair Taik i Bassèn. Basili va enviar un exèrcit (vers finals del 1015 o el 1016) que fou derrotat a Olti. En represàlia, el 1018 l'emperador Basili II, acabada la conquesta de Bulgària, va començar a reforçar Teodosiòpolis (Karin) i va anar a la zona la primavera del 1021; va arribar a Malazgird i després a Karin, per atacar Jordi I. Com que Jordi no es va presentar, Basili va assolar Bassèn. Jordi va fer incendiar Olti, però tampoc no va presentar batalla i es va retirar al nord de Bassèn en direcció a Kars, però finalment fou atrapat i va haver de combatre prop del llac Palakatsis (armeni Hyusisakan, turc Tshaldir-gol), batalla que els romans d'Orient van guanyar. Jordi es va retirar a fortaleses d'Abkhàzia i Basili va fer assolar 12 districtes sense cap resultat.
El 1022 Basili va iniciar la segona campanya contra Geòrgia. El rei Jordi va iniciar negociacions però al mateix temps conspirava amb dos generals romans d'Orient rebels, Nicèfor Focas i Xiphias. Quan Basili es va assabentar de la rebel·lió dels dos generals els va tancar a la fortalesa de Mazdat a les fonts de l'Araxes. Però Nicèfor va morir a mans de l'hereu de Baspracània David, que rebutjava entrar al seu servei (segons les fonts romanes d'Orient va morir a mans de Xiphias) i així Basili va poder seguir la campanya. El patrici Phers, còmplice de Nicèfor Focas, fou capturat al nord-est del Bassèn i executat. Basili va enviar un ultimàtum al rei de Geòrgia que aquest va refusar. Un missatge personal dut per Zakaria, bisbe de Valarshapat, finalment va convèncer a Jordi que va accedir a renunciar als seus drets al curopalat de Tao (Georgia), però quan el bisbe anava a partir cap al campament imperial el rei georgià li va prendre la carta. Quan Zakaria va tornar fou deportat pel seu fracàs i se li va tallar la llengua. Jordi va enviar a l'eristhavi Zviad a Bassèn, per reocupar el país i al mateix temps negociar, i el rei marxaria al darrere amb l'exèrcit per si calia combatre. I va caldre perquè es van trobar a Shelpa i els georgians, sense ordres precises, van atacar els romans d'Orient. Els grecs van obtenir una victòria total. Jordi va demanar la pau i va acceptar totes les condiciones de Basili inclòs la cessió de fortaleses. Tanmateix, va deixar com a ostatge al seu fill, el futur Bagrat IV de Geòrgia (1027-1072). Així Bassèn va restar romana d'Orient fins a la conquesta seljúcida vers el 1065 reconeguda després del 1071.